# تونی برایز
آنتونی ویلیام برایز (انگلیسی: Anthony William Brise؛ زادهٔ ۲۸ مارس ۱۹۵۲ در ایرت، کنت، درگذشتهٔ ۲۹ نوامبر ۱۹۷۵ در آرکلی، لندن) رانندهٔ مسابقات اتومبیل‌رانی اهل بریتانیا بود که در فصل ۱۹۷۵ در مجموع در ده گراند پری از مسابقات جهانی فرمول یک شرکت کرد.
برایز در طول دوران فعالیت خود در فرمول یک، ۱ امتیاز را به نام خود به‌ثبت رساند.
برایز در ۲۹ نوامبر ۱۹۷۵ بر اثر سقوط هواپیمای تیم گراهام هیل به‌هنگام فرود در فرودگاه صحرایی الستری در آرکلی، لندن درگذشت.